# جيري جيريمياه
جيري جيريمياه هو منافس ألعاب قوى فانواتي، ولد في 1 أغسطس 1963 في Malakula ‏ في فانواتو.

## وصلات خارجية
- جيري جيريمياه على موقع الاتحاد الدولي لألعاب القوى (الإنجليزية)
- جيري جيريمياه على موقع أوليمبيديا (الإنجليزية)